# Maison Gainsbourg
La Maison Gainsbourg, située à Paris, est un musée consacré à l'artiste Serge Gainsbourg. Elle est composée de deux espaces : le 5 bis rue de Verneuil avec la maison familiale de Serge Gainsbourg entre 1969 et 1991, et le 14 rue de Verneuil avec un musée, une librairie-boutique et le bar le Gainsbarre.

## Historique
Serge Gainsbourg achète en 1967 les anciennes écuries, transformées en boutiques, de l'hôtel particulier situé au 5bis de la rue de Verneuil à Saint-Germain-des-Prés.  Il transforme les locaux en habitation et y vit avec sa famille de 1969 jusqu'à sa mort le 2 mars 1991. La maison devient alors une propriété de sa fille Charlotte Gainsbourg. En février 2018, elle déclare vouloir créer un musée dans cette maison familiale. Un permis de construire est délivré en fin d'année 2020, Jane Birkin précise que les lieux ont été conservés dans leur état depuis la mort de Serge Gainsbourg ; en particulier, les objets n'ont pas bougé. En novembre 2021, la Maison Gainsbourg est classée comme Patrimoine d'intérêt régional et reçoit un soutien financier de la région Ile-de-France à hauteur de 600 000 euros.
D'une superficie de 130 m², les visites sont limitées à 30 minutes en moyenne avec une expérience audio qui accompagne les visiteurs,. La maison se développe sur deux niveaux. Au rez-de-chaussée une petite cuisine jouxte le salon. Celui-ci contient notamment des objets et œuvres d'art collectionnés par Serge Gainsbourg, dont le croquis de La chasse aux papillons de Salvador Dali, la sculpture  L'Homme à la tête de chou de Claude Lalanne et le manuscrit original de La Marseillaise. À l'étage le bureau de Serge Gainsbourg et des chambres décorées dont celle qui présente une collection de poupées anciennes.
En complément de la maison familiale, un musée, présentant chronologiquement des œuvres de Serge Gainsbourg, et une librairie-boutique, sont situés au 14 rue de Verneuil. Le Gainsbarre est un café en journée et devient un piano-bar en soirée, en mémoire des débuts artistiques de Gainsbourg, qui était alors pianiste chez Flavio au Touquet,.
L'intérieur de la maison apparaît dans le film documentaire Jane par Charlotte sorti en 2021, ainsi que dans le clip Lying with you de Charlotte Gainsbourg, sorti en 2017.
L'ouverture au public est effective depuis le 20 septembre 2023. Le 2 avril 2024, Charlotte Gainsbourg et son fils Ben Attal dévoilent, en compagnie de Rachida Dati, la plaque du label Maison des Illustres qui a été décerné à la maison.

## Affaire judiciaire opposant Charlotte Gainsbourg à Dominique Dutreix
Le 18 septembre 2024, la maison Gainsbourg est mise en redressement judiciaire pour cessation de paiements. En cause de nombreuses factures impayées, une gestion douteuse et une mésentente entre les deux associés Charlotte Gainsbourg et Dominique Dutreix. Le 19 décembre 2024, le parquet de Paris donne gain de cause à Charlotte Gainsbourg et condamne Dominique Dutreix à payer 988 383 euros pour éponger la dette, dont 505 683 euros «à titre d'avance en compte courant». Dominique Dutreix annonce se pourvoir en cassation – un recours non suspensif. Charlotte Gainsbourg, quant à elle, exprime son intention de porter l'affaire au pénal pour abus de bien social. Bénéficiant chacun des mêmes droits en possédant chacun 50 % du capital, Charlotte Gainsbourg ne peut forcer Dominique Dutreix à quitter la société. Dominique Dutreix, après le jugement, se dit néanmoins prêt à partir à la seule condition de la reprise de ses cautions personnelles, soit 2,5 millions d'euros, somme à laquelle il faut ajouter ses 482 000 euros pour remettre la maison Gainsbourg en l'état et valoriser ses parts au prix normal,.